# Víctor Cejas
Víctor Hugo Cejas (Lehmann, Provincia de Santa Fe, Argentina, 23 de febrero de 1983), futbolista argentino. Juega de mediocampista izquierdo y su primer equipo fue Libertad de Sunchales.

## Clubes
| Club                  | País      | Año         |
| --------------------- | --------- | ----------- |
| Libertad de Sunchales | Argentina | 2004 - 2010 |
| Talleres de Córdoba   | Argentina | 2010 - 2011 |
| Libertad de Sunchales | Argentina | 2011 - 2013 |
| San Jorge             | Argentina | 2013 - 2014 |
| ,[Moreno de Lehmann]] | Argentina | 2014 - 2017 |

|La Paquita
| Argentina
|2018 - [Presente]]